# Normatieve bepalingen
Normatieve of horizontale bepalingen zijn bepalingen in een collectieve arbeidsovereenkomst (cao) die betrekking hebben op de relatie tussen de individuele werkgever en diens werknemers. Het betreft hier vooral de arbeidsvoorwaarden.

## Nederland
Uit art. 9, 12 en 13 van de Wet cao volgt dat deze bepalingen doorwerken in de individuele arbeidsovereenkomst, in tegenstelling tot obligatoire of verticale bepalingen, de afspraken die betrekking hebben op de onderhandelingspartners die bij de cao betrokken zijn. Het is niet mogelijk om in een individuele arbeidsovereenkomst afspraken te maken die in strijd zijn met de cao.
Normatieve bepalingen betreffen vooral de bepalingen met betrekking tot de arbeidsvoorwaarden. In hoeverre deze de individuele arbeidsovereenkomst bepalen, is afhankelijk van het soort cao. Bij een minimum-cao geldt dat elke werknemer individueel betere voorwaarden overeen kan komen met de werkgever. Bij een standaard-cao is men gebonden aan de voorwaarden uit de cao en is er van individuele contractsvrijheid geen sprake meer gedurende de looptijd van de cao. Tussenvormen zijn ook mogelijk, zoals een loongebouw waarbinnen elke functie een eigen bandbreedte heeft.